# Frances Ruffelle
Frances Ruffelle (født d. 1965 i London) er en engelsk sangerinde og skuespiller, som repræsenterede Storbritannien ved Eurovision Song Contest 1994, med sangen "Lonely Symphony".